# 珣子内親王
珣子内親王（しゅんしないしんのう/たまこないしんのう）は、後醍醐天皇の皇后（中宮）。後伏見天皇の第一皇女。母は広義門院（西園寺寧子）。北朝からの女院号は新室町院（しんむろまちいん）。
後伏見上皇の正室との最初の子として愛育され、皇女ながら、持明院統嫡子で同母弟の量仁親王（のちの光厳天皇）に次ぐ待遇を受けた。やがて、元弘の乱（1331年 - 1333年）で、持明院統と対立する皇統の大覚寺統の後醍醐天皇は、鎌倉幕府と北条得宗家に勝利し、元弘3年（1333年）6月に建武の新政を開始。しかし、最愛の正妃である皇太后西園寺禧子が10月に早逝。後醍醐の新たな正妃として、12月に珣子が中宮に立后された。珣子立后と同月に光厳への太上天皇号奉献や、光厳と懽子内親王（後醍醐と禧子の娘）との結婚も行われており、大規模な持明院統懐柔政策だった。また、珣子の母方の実家は、有力公家西園寺家である。西園寺家当主公宗（珣子の従兄）は、かつて関東申次（朝廷と鎌倉幕府の交渉役）として強大な権勢を奮ったが、幕府が滅んで権威が減じた公宗への配慮でもあった。翌年1月には後醍醐と側室阿野廉子の皇子恒良親王が立太子されたが、これは中継ぎの皇太子であり、後醍醐としてはいずれ珣子との間に生まれる皇子を正嫡にと考えていたとも見られる。
夫妻は早くも子に恵まれて、建武元年（1334年）10月には、妊娠5か月目の着帯の儀が行われ、翌年3月半ばの出産日当日まで盛大な御産祈祷が行われた。その回数はこの時代最多の66回であり、後醍醐の珣子への想い入れを物語る。祈祷には、後醍醐の大覚寺統だけではなく、珣子の持明院統や、珣子の母方の実家である西園寺家からも支援が行われた。御産の館には、大覚寺統・持明院統・西園寺家の中立地帯であり、珣子が生まれた場所でもある常盤井殿が選ばれた。また、御産奉行には光厳の側近である葉室長顕が抜擢されるなど、後醍醐は人事面でも持明院統との融和路線を強調した。
珣子の御産の結果は、日本史最大の分岐点の一つだった。もし皇子であったならば、その子はやがて、大覚寺統・持明院統・西園寺家を繋ぐ天皇として、日本の統合の象徴になったと考えられる。しかし、生まれたのは皇女だった。これにより西園寺家衰退の可能性が高くなったことで、当主の公宗は後醍醐への暗殺を計画し、3か月後に捕縛された。公宗の後醍醐暗殺計画を起点として、中先代の乱・建武の乱・南北朝の内乱が連鎖的に発生し、日本最大の大乱の一つとなった。建武政権は軍記物語『太平記』では悪政のために崩壊したと描かれるが、2010年代時点での研究では、実際は後醍醐の改革は現実的で優秀なものであり、政権の崩壊は偶発的事象が重なったものと見られている。その大きな要因の一つが、珣子との子の性別であり、誰にも責任を問えない不幸な事態だった。
皇女誕生から珣子は2年後に、後醍醐もまた4年後に崩御した。薄幸の皇女のその後は不明だが、一説によれば、南朝の歌人である幸子内親王が後の姿とも言われる。幸子が二人の皇女であるとすれば、少なくとも数え31歳以上は生き延び、南朝の優れた歌人として活躍し、准勅撰和歌集『新葉和歌集』などに和歌を残している。
政略結婚であったとはいえ、後醍醐は正妃である珣子に細やかな愛情を尽くした。立后の時に、後醍醐が珣子を想って詠んだ和歌2首は、いずれも北朝の勅撰和歌集と南朝の准勅撰和歌集の両方に入集したほどの秀歌だった。そのうちの一首、「袖かへす 天津乙女も 思ひ出ずや 吉野の宮の 昔語りを」は、かつての吉野行宮が公園として整備された吉野朝皇居跡の歌碑に刻まれ、夫妻の絆を21世紀にも伝えている。

## 生涯

### 幼少期
鎌倉時代後期、天皇家の皇統は、持明院統と大覚寺統に分裂していた（両統迭立）。その最中の延慶4年2月23日（1311年3月13日）、珣子内親王は持明院統の後伏見上皇と、その正室である広義門院（もと女御西園寺寧子）との間における第一子として生まれた（『花園天皇宸記』『園太暦』）。光厳天皇・光明天皇の同母姉に当たる。出生地は京都の常盤井殿。
母の広義門院は、関東申次（朝廷と鎌倉幕府の折衝役）である西園寺公衡の娘である。このとき、公衡は「広義門院御産愚記」という記録を残しているが、林葉子の説によれば、これは、西園寺家から久しぶりに国母が輩出されるかもしれないという期待のもと、いずれ来るであろう皇子誕生の時の手引書として書かれたものであるという。このように、後伏見と公衡の両方からの期待を負った出産だった。
結果として広義門院から生まれたのは皇子ではなく皇女だったが、後伏見上皇は正室との最初の子である珣子のことを鍾愛した。公卿洞院公賢の日記『園太暦』生日同日条によれば、皇女であるにもかかわらず、御剣による儀式が行われるなど、異例の待遇で扱われたという。生まれた年と同年の6月15日に内親王宣下を受け、文保2年（1318年）2月21日には一品に叙された（『女院次第』）。こうして、持明院統内では、同母弟で持明院統の嫡子である量仁親王（のちの光厳天皇）に次ぐ存在と見なされていた。

### 中宮冊立
やがて、持明院統と対立する大覚寺統の後醍醐天皇は、元弘の乱（1331年 - 1333年）で鎌倉幕府と北条得宗家に勝利し、元弘3年（1333年）6月5日に建武の新政を開始した。後醍醐は、新政開始の翌々日である6月7日から、持明院統の所領安堵や花園上皇（珣子の叔父）が崇敬する大徳寺への優遇政策などを通じて、長年の政敵である持明院統との和解・融合を図った（後醍醐天皇#禅律国家構想）。さらに、優れた内政能力を持つ後醍醐天皇は現実的な政策を行い、新政の機構を着実に整えていった。
しかし、新政が始まった矢先の同年10月12日には、20年以上連れ添った最愛の正妃である皇太后西園寺禧子が崩御して、後醍醐は精神的に痛恨の打撃を食らい、臨済禅の高僧夢窓疎石の心理相談を受けた（『夢窓国師年譜』）。
空いた中宮（正妃）の位には、同年12月7日（1334年1月13日）、珣子内親王が入った（『女院小伝』等）。中宮冊立と立后の節会が同日に行われた。後醍醐は数え46歳、珣子は数え23歳だった。『公卿補任』によれば、珣子の中宮大夫には従兄である西園寺公宗が、中宮権大夫には親族の今出川実尹が就いた。また、このとき、「宮の女房」（中宮に仕える高級女性使用人）の要職である中宮御匣殿として入ったと見られる者に新室町院御匣という歌人がおり、『風雅和歌集』に2首が入集している（秋歌下・675、恋歌二・1112）。
二人の結婚は、21世紀初頭まで、日本史研究上では存在自体がほとんど注目されてこなかった。しかし、2012年、日本史研究者の三浦龍昭は、この婚姻は建武政権の存続に対して重大な意味を持つ、大掛かりな政略結婚だったのではないか、と指摘した。第一の理由として、この立后の3日後、後醍醐は持明院統の光厳（珣子の同母弟）を「皇太子」と記し（元弘の乱の間は天皇だったが、後醍醐が乱の発生直前の状況に皇位・官位を巻き戻したため）、崇敬のために「太上天皇」の尊号を奉るとしたことが挙げられる。第二の理由は、同月中に、後醍醐と前の正妃の禧子との愛娘である懽子内親王が光厳上皇に密かに嫁いだことである（『女院小伝』『続史愚抄』）。このようにして見ると、三つの出来事はまとまった一つの大きな流れと見られ、政権を安定させるために、持明院統への懐柔政策を集中して行ったのではないか、という。
三浦によれば、この後醍醐天皇の婚姻政策は、父の後宇多天皇のものを見習ったものではないか、という。後宇多は在位中の弘安8年（1285年）に、持明院統の後深草天皇の皇女である姈子内親王（のちの遊義門院）を皇后として例外的な立后を行っているが、伴瀬明美や三好千春によって、これは持明院統への融和政策だった可能性が指摘されている。なお、『増鏡』「さしぐし」によれば、後宇多は後年、姈子への想いが積もるあまり、持明院統の館から盗み出して手元に置き、最愛の妃として溺愛したという。しかし、三好によれば、後宇多は姈子を皇后に立てた時点ではその顔も全く知らず、純粋に政治的なものだったという。
1か月後の元弘4年（1334年）1月23日には、後醍醐と阿野廉子との皇子である恒良親王が立太子された。三浦によれば、側室である廉子との子の恒良をそのまま皇太子にすると、持明院統からの反発が予想されるので、珣子と婚姻を結び、将来、持明院統の血を引く皇子が天皇になれる可能性をちらつかせることで、持明院統の反感低下を狙ったのではないか、という。その一方で、2017年、亀田俊和は前節までの三浦説を認めつつも、珣子との婚姻に、三浦よりも積極的な意味を見出している。つまり、母の家格がそれほど高くはない恒良の側が中継ぎの皇太子であって、将来、正妃である珣子との間に生まれるはずの皇子の方を正嫡の天皇とする予定だったのではないか、という。

### 御産祈祷
二人の結婚の翌年には早くも、珣子は懐妊した。建武元年（1334年）10月16日に、妊娠5か月目に行われる着帯の儀が進められた。さて、天皇の皇妃に対する想い入れを測る定量的な尺度の一つに、御産祈祷の回数がある。以下に、この時期の諸帝が行わせた御産祈祷の回数を示す。
| 和暦     | 西暦   | 対象       | 女院号     | 配偶者 | 回数 |
| -------- | ------ | ---------- | ---------- | ------ | ---- |
| 弘長2年  | 1262年 | 西園寺公子 | 東二条院   | 後深草 | 27   |
| 弘長2年  | 1262年 | 洞院佶子   | 京極院     | 亀山   | 27   |
| 文永2年  | 1265年 | 洞院佶子   | 京極院     | 亀山   | 10   |
| 文永2年  | 1265年 | 西園寺公子 | 東二条院   | 後深草 | 26   |
| 文永4年  | 1267年 | 洞院佶子   | 京極院     | 亀山   | 15   |
| 文永7年  | 1270年 | 西園寺公子 | 東二条院   | 後深草 | 15   |
| 建治2年  | 1276年 | 近衛位子   | 新陽明門院 | 亀山   | 25   |
| 弘安2年  | 1279年 | 近衛位子   | 新陽明門院 | 亀山   | 9    |
| 乾元2年  | 1303年 | 西園寺瑛子 | 昭訓門院   | 亀山   | 36   |
| 延慶3年  | 1311年 | 西園寺寧子 | 広義門院   | 後伏見 | 51   |
| 正和2年  | 1313年 | 西園寺寧子 | 広義門院   | 後伏見 | 34   |
| 正和3年  | 1314年 | 西園寺禧子 | 後京極院   | 後醍醐 | 35   |
| 正和4年  | 1315年 | 西園寺禧子 | 後京極院   | 後醍醐 | 22   |
| 正和4年  | 1315年 | 西園寺寧子 | 広義門院   | 後伏見 | 16   |
| 文保3年  | 1319年 | 西園寺寧子 | 広義門院   | 後伏見 | 10   |
| 元亨元年 | 1321年 | 西園寺寧子 | 広義門院   | 後伏見 | 10   |
| 嘉暦元年 | 1326年 | 西園寺禧子 | 後京極院   | 後醍醐 | 43   |
| 建武2年  | 1335年 | 珣子内親王 | 新室町院   | 後醍醐 | 66   |
| 建武4年  | 1337年 | 懽子内親王 | 宣政門院   | 光厳   | 10   |

見てわかる通り、後醍醐天皇が、珣子内親王のために、僧侶たちに行わせた御産祈祷の回数は、歴代最高の66回である。いかに後醍醐が珣子を大切に想い、丁重に扱っていたかが証明される。
後醍醐と前の正妃である西園寺禧子はおしどり夫婦として著名で、その夫婦円満さは歴史物語『増鏡』などの主要な題材として描かれている。事実、上の表で実証的に見ても、1度あたり平均33.3回の御産祈祷を依頼しており（珣子の分は除外して算出）、後伏見の平均24.2回、後深草の平均23回、亀山の平均20.3回、光厳の平均10回を大きく突き放している。さらに、ここに加えて、後醍醐は真言宗の阿闍梨（師僧）の資格を持っていたため、禧子の身を案じて、僧侶に任せず天皇である自分自身が御産祈祷を行うこともあった。そして、珣子に対する御産祈祷の回数は、その禧子への手厚い祈祷の平均回数の、さらに2倍の値である。
祈祷は、着帯の儀翌年の建武2年（1335年）2月5日から本格的なものとなり、出産日の3月中旬まで続けられた。無論、これらの盛大な御産祈祷には、後醍醐の親族とその側近だけではなく、持明院統の皇族や西園寺家の大貴族も沙汰人（出資者）となって支援した。たとえば、珣子の同母弟である光厳上皇と、後醍醐の愛娘で新しく光厳上皇妃として持明院統側に移った懽子内親王の夫妻も出資を行っている。後醍醐第四皇子である尊澄法親王（のちの宗良親王）は、自身が天台座主（天台宗延暦寺の長）であり、出資者と祈祷実行者の両方になっている。変わったところでは、足利尊氏や新田義貞など、後醍醐に抜擢された武士も沙汰人となった。
珣子の母方である西園寺家からの後援が手厚かったことは、「中宮御産御祈日記」（宮内庁書陵部『皇室制度史料』儀制 誕生二 pp. 151–155）からわかる。これによれば、この御産祈祷の着座公卿は三条実忠・西園寺公宗・徳大寺公清・洞院実世・西園寺公重・菊亭実尹（今出川実尹）の6人。そして、惣奉行（総奉行）は今出川兼季で、御産奉行は葉室長顕である。洞院家と今出川家は、西園寺家の分家である。また、このうち公宗と実尹は中宮庁の幹部でもある。
さらに、「中宮御産御祈日記」によれば、出産が常盤井殿で行われたことも注目される。これは、西園寺実氏の別邸として建てられた後、大宮院（後嵯峨天皇中宮西園寺姞子）・亀山上皇（後醍醐祖父）・昭訓門院（亀山の側室西園寺瑛子）・恒明親王（後醍醐叔父）と受け継がれてきた。鎌倉時代最末期には、両統によって院御所として使用され、元弘元年（1331年）には、持明院統の伏見上皇・後伏見上皇が仙洞御所（上皇の邸宅）として使用している。さらに、珣子自身が生まれたのもこの地である。つまり、大覚寺統・持明院統・西園寺家の結節点となる邸宅だったのである。
「中宮御産御祈日記」からは、さらにもう一点、後醍醐が持明院統との融和路線を維持するのに腐心した形跡が見られる。それは御産奉行に葉室長顕を起用したことである。この人物は、光厳上皇の同年6月24日院宣（懽子の御産祈祷のための命令）で奉者という役目を務めており、言い換えれば、光厳の側近であったことになる。三浦によれば、このような持明院統寄りの人物に対し、珣子への御産祈祷の監督という重大な役目を依頼したのは、後醍醐から持明院統への配慮と考えられるのではないか、という。

### 御産の歴史的影響
建武2年（1335年）3月中旬、珣子の出産は無事に終わった。正確な出産日について、「御産御祈目録」および『門葉記』には3月14日（西暦4月8日）とあり、一方で『御遊抄』には3月18日（西暦4月12日）とある。『大日本史料』編纂者は18日説を支持しているが、三浦龍昭は14日説を支持している。
『御遊抄』によれば、18日の出産日から数え7日目の24日に、音楽家の綾小路敦有によって「七夜拍子」の儀が行われ、敦有の技の見事さに感銘を受けた後醍醐は、翌25日、賞賛の綸旨（私的文書）を贈ったという。同書によれば、この後も、中御門家や綾小路家らによって五十日（5月12日）と御百日（9月9日）のお祝いの拍子が行われたという。
しかし、珣子と後醍醐の間に生まれたのは、皇女だった。お産の3か月後の6月22日、珣子の従兄の西園寺公宗は後醍醐への暗殺を計画したとして捕らえられた。公宗は、かつて鎌倉幕府との交渉役である関東申次として強大な権勢を誇っていたが、幕府無き今、その権勢は衰退していくばかりだった。西園寺家には家督争いなどもあり、暗殺計画の原因は必ずしもはっきりしないものの、権勢の衰退による不満が原因だった可能性はしばしば指摘される。だが、もし従妹である珣子に皇子が誕生していたとすれば、いずれは西園寺家の血を引く天皇が即位するのだから、公宗がはたして暗殺計画など企てたかどうか、疑問である。
公宗の後醍醐暗殺未遂事件とほぼ同時期に、関東では北条得宗家の遺児である北条時行が中先代の乱を起こした。足利尊氏の弟の足利直義は時行に敗北し、これを助けるために尊氏が東国へ走った。ここから紆余曲折あって後醍醐と尊氏の戦い建武の乱が発生し、そして尊氏に敗北した建武政権は崩壊した。公宗事件は、建武政権崩壊の幕開けだったのである。
呉座勇一によれば、20世紀まで存在した、建武政権の制度・政策には欠陥があったとする古説は、建武政権が戦いに敗北して崩壊したことから、「すぐに崩壊したからには、稀に見る悪政だったに違いない」と、結果から逆算したものに過ぎないという。実際には、建武政権の政策そのものは中世の常識に沿ったものであり、その崩壊は必然ではなかったという。
三浦によれば、このようにして見ると、珣子のお産の結果は、はからずも建武政権の崩壊に少なくない影響を及ぼしたのではないか、という。

### その後
建武政権崩壊後、延元元年/建武3年12月21日（1337年1月23日）に発生した南北朝の内乱では、珣子が北朝の首都である京都に留まったのか、後醍醐天皇に従って南朝の臨時首都である吉野行宮に行ったのかはっきりしない。ただし、北朝においても、約1か月の間は正式な中宮として扱われていたので（後述）、京に留まっていた可能性はある。一方、二人に生まれた皇女を幸子内親王とする説があり（後述）、この場合、北朝に名義上在籍はしていたものの、赤子を連れて夫に付いていったという可能性もある。
珣子は延元2年/建武4年1月16日（1337年2月17日）、北朝から「新室町院」の女院号を宣下された（『皇代歴』『女院次第』）。この時までは北朝の正式な中宮として扱われていたが、女院となったことで、中宮大夫の堀川具親・中宮権大夫の今出川実尹・中宮亮の葉室長光らが辞任した（『公卿補任』）。
同年5月12日（西暦6月11日）、崩御（『女院次第』）。享年数え27歳。皇女はまだ数え3歳だった。2年後の延元4年/暦応2年8月16日（1339年9月19日）には、夫の後醍醐もまた崩御した。享年数え52歳。
珣子と後醍醐の間に生まれた皇女がどうなったか、正確にははっきりとしない。しかし、江戸時代の津久井尚重は、『南朝皇胤紹運録』（天明5年（1785年））で、論拠不明だが、この皇女は南朝の幸子内親王という人物のことであるとしている。21世紀前半の歴史研究者の三浦龍昭も、理由は示していないが、やはり幸子説を支持している。
幸子内親王は正平20年/貞治4年（1365年）の歌会に「新参」（いままゐり）の名で出詠しているため、その年まで生存していたのは確実である。仮にもし珣子の娘説が正しいとすれば、数え31歳。正平20年/貞治4年（1365年）に歌人としてデビューした後、幸子は南朝の優秀な歌詠みとして成長した。『新葉和歌集』には6首が入集し、歌史に名を残している。特に、巻第八羇旅歌では、巻軸（巻の末尾を締めくくる重大な歌）である後醍醐天皇が武将名和長年を追憶する有名な歌の一つ前に幸子の歌が置かれ（『新葉和歌集』羇旅・571）、父帝の歌を導く重要な役割を担っている。

## 後醍醐から珣子への歌

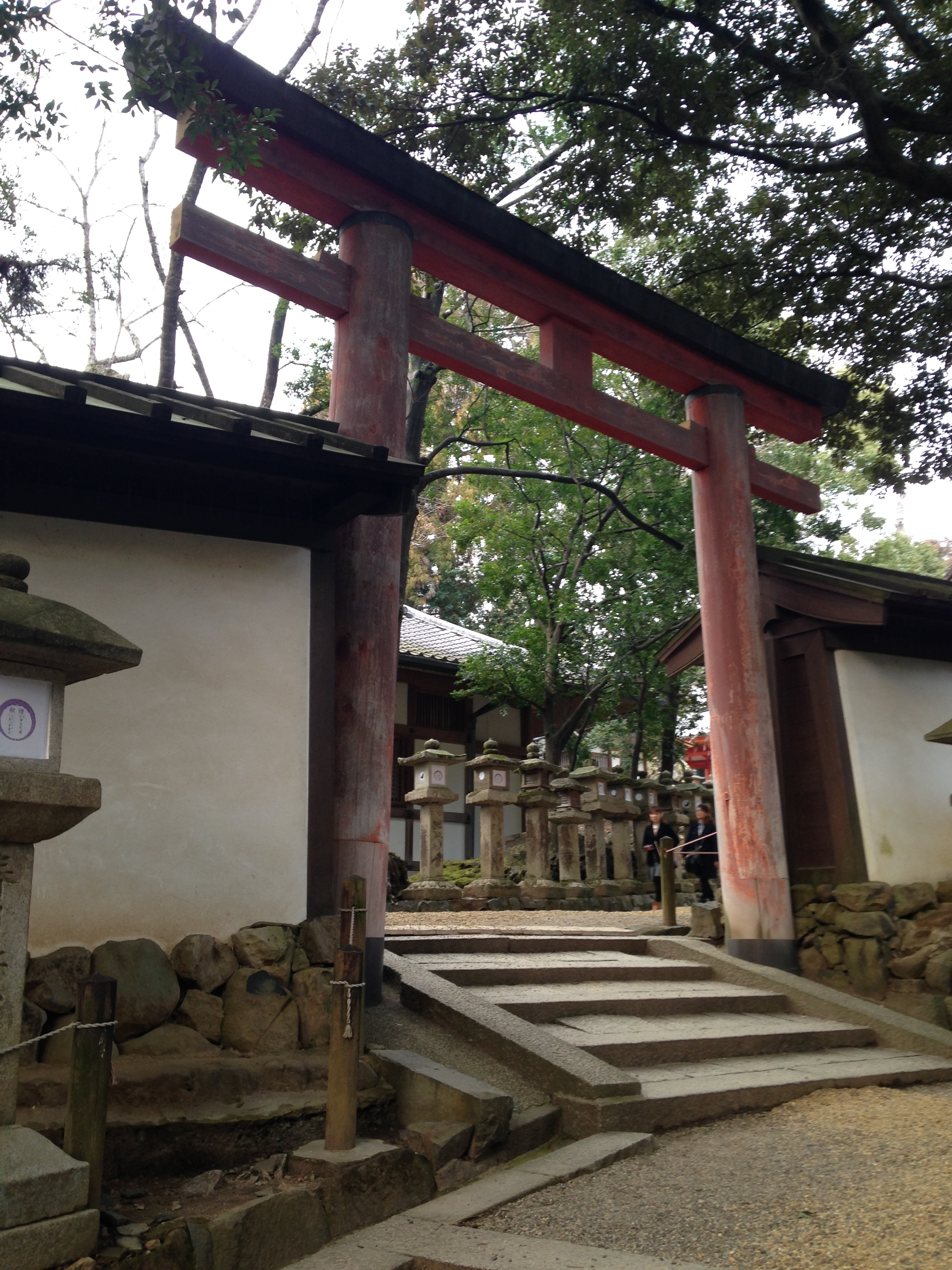
後醍醐天皇の和歌に詠まれた「藤の鳥居」（奈良県奈良市春日大社）

政略結婚ではあったものの、後醍醐天皇は珣子内親王に深く愛情を注いだ。たとえば、立后屏風（中宮が定まった時に有力歌人が歌を色紙に書いて屏風に貼る行事）では、二条派の大歌人だった後醍醐自身も和歌を詠んでいるが、そのうち1首が勅撰集『新拾遺和歌集』および准勅撰集『新葉和歌集』に、もう1首が勅撰集『新千載和歌集』および『新葉和歌集』にそれぞれ重複入集するほどの秀歌になっている。
    元弘三年立后屏風に五節をよませたもうける
袖かへす 天つ乙女も 思ひ出よ 吉野の宮の むかし語を（大意：袖を翻して舞う五節舞の天女に等しいあなたも、どうか思い出して欲しい。吉野の宮の昔語りを。時の帝である天武天皇が、吉野に舞い降りたあなたの優雅さに呆然として、「天つ乙女が 天女らしく舞うことよ 唐玉を 袂に巻いて 天女らしく舞うことよ」と高らかに歌った、あの日のことを）—後醍醐院御製、『新拾遺和歌集』冬・622（『新葉和歌集』冬・501にほぼ同一歌）
    元弘三年立后屏風に、春日祭
立よらば  つかさづかさも 心せよ 藤の鳥居の 花の下陰（大意：来年二月の春日祭に勅使として春日大社に立ち寄る者は、心を留めるように。春日大社の「藤の鳥居」は藤原氏の者のみがくぐることを許されるというが、その傍らで咲く梅の花の木陰で。そして、その春日祭の儀のように荘厳なこの婚儀に立ち寄るならば、すべての群卿百寮は刮目せよ。梅の花ではなく、その木陰を。なぜなら、藤原氏西園寺家の血を引き、梅の花ですらただの引き立て役になってしまうほどに麗しい人が、今ここに我が后として門出をするのだから）—後醍醐天皇御製、『新葉和歌集』神祇・594（『新千載和歌集』神祇・982）
一つ目の歌は、『新葉和歌集』の版である「袖かへす 天津乙女も 思ひ出ずや 吉野の宮の 昔語りを」が刻まれた歌碑が、2012年時点で、奈良県吉野郡吉野町の吉野朝皇居跡に立てられている。